# Vale Covo
Vale Covo é uma povoação portuguesa do Município do Bombarral que foi sede da extinta Freguesia de Vale Covo, freguesia que tinha 11,19 km² de área e 1 157 habitantes (2011), e, por isso, uma densidade populacional de 103,4 hab/km². 
A Freguesia de Vale Covo foi extinta em 2013, no âmbito de uma reforma administrativa nacional, tendo sido agregada à Freguesia de Bombarral para formar uma nova freguesia denominada União das Freguesias de Bombarral e Vale Covo com a sede no Bombarral.
Vale Covo situa-se na região sudoeste do município a que pertence. A Freguesia de Vale Covo compreendia nove lugares: Vale Covo, Gamelas, Casal do Urmal, Casal das Pêgas, Casal da Cotovia, Casal de Oliveirinha, Casal da Salgueirinha, Casal da Lagoa e Vale Pato, e tinha como freguesias limítrofes o Bombarral, a Roliça e a Moita dos Ferreiros, esta do Município da Lourinhã.

## População
| População da freguesia de Vale Covo | População da freguesia de Vale Covo | População da freguesia de Vale Covo | População da freguesia de Vale Covo | População da freguesia de Vale Covo | População da freguesia de Vale Covo | População da freguesia de Vale Covo | População da freguesia de Vale Covo | População da freguesia de Vale Covo | População da freguesia de Vale Covo | População da freguesia de Vale Covo | População da freguesia de Vale Covo | População da freguesia de Vale Covo | População da freguesia de Vale Covo | População da freguesia de Vale Covo |
| ----------------------------------- | ----------------------------------- | ----------------------------------- | ----------------------------------- | ----------------------------------- | ----------------------------------- | ----------------------------------- | ----------------------------------- | ----------------------------------- | ----------------------------------- | ----------------------------------- | ----------------------------------- | ----------------------------------- | ----------------------------------- | ----------------------------------- |
| 1864                                | 1878                                | 1890                                | 1900                                | 1911                                | 1920                                | 1930                                | 1940                                | 1950                                | 1960                                | 1970                                | 1981                                | 1991                                | 2001                                | 2011                                |
|                                     |                                     |                                     |                                     |                                     |                                     |                                     |                                     | 1 466                               | 1 472                               | 1 077                               | 1 390                               | 1 216                               | 1 192                               | 1 157                               |

Criada pelo decreto-lei nº 37.175, de 23/11/1948,com lugares desanexados da freguesia do Bombarral